# Madonna sub organo
La Madonna sub organo es el nombre que recibe una pintura al fresco atribuida a Giotto, hoy desaparecida.

## Historia
Se encontraba situada originalmente en la zona del crucero de la antigua basílica de San Pedro. Según Vasari y otros autores, formaba parte de los frescos pintados por Giotto en la antigua basílica.
Al iniciarse a principios del siglo XVI las obras de la nueva basílica, los frescos de la parte norte de la antigua basílica estaban siendo destruidos por los obreros. Según Vasari, gracias a la oportuna intervención del pintor Perin del Vaga y su amigo el médico florentino Niccolò Acciaiuoli la pintura de Giotto de una Virgen con el Niño pudo salvarse. Se trasladó el fresco al espacio bajo el Órgano de Alejandro VI. Este instrumento se situaba en la parte norte de la nave de la vieja basílica, casi llegando al crucero. La imagen tomó su nombre en ese momento, por encontrarse bajo el órgano, en latín, sub organo. 
También en ese mismo lugar bajo el órgano se encontraba la célebre estatua en bronce de San Pedro que hoy se conserva en la nueva basílica.

En el año 1543 se puso una lápida con la inscripción conmemorando el traslado favorecido por Perin del Vaga y  Niccolò Acciaiuoli. La lápida contaba con la siguiente inscripción, en latín:
INSTINCTU PIETATIS HANC DEI EIVSQ

GENETRICIS IMAGINEM QVAM IOTTVS PINXIT EX HVIVS SACRATISS. TEMPLI RVINIS DISIECTAM ERIPVIT ATQ. IN HVNC LOCELLVM SIC TOTVM. E. AE. ORNATVLVM NICOLAVS ACCIAOLVS. I. V. CONS. PATRITIVSQVE FLOREN PARTITERQ EX PRIVILEGIO OLIM AB AVO EIVS CONCESSO INSIGNI EQVITI DONATO ACCIAOLO HVIVS ALME VRBIS TVNC SENATORI ROMANVS CIVIS POSVIT SIBI POSTERISQ SVIS SEDENTE PAVLO III PONT MAX MDXLIII.
Según lo ya descrito, Vasari describió la pintura y su traslado dentro de su obra, Las vidas de los más excelentes arquitectos, pintores y escultores italianos. La describe tanto en la vida de Giotto como en la de Perin Del Vaga.
Posteriormente con el avance de las obras de la nave de la nueva basílica, el fresco posiblemente se perdió.
Urbano VIII, en 1630, depositaría la lápida de 1543 (y no el fresco al que se dedicaba) en las Grutas vaticanas, cerca del altar del Salvador. Con este motivo el pontífice mandó poner bajo la lápida de 1543, una nueva lápida que, a su vez, conmemorara el traslado de la lápida de 1543. Esta nueva lápida contaba con la inscripción latina siguiente:
LAPIS EXISTENS OLIM IUXTA IMAGINEM B. VIRGINIS SUB ORGANO. HIC POSITUS ANNO MDCXXX URBANO VIII PONT. MAX

### Individuales
1. ↑  Forcella, Vincenzo (1875). «Vaticano. 80». Iscrizioni delle chiese e d'altri edificii di Roma dal secolo XI fino ai giorni nostri (en italiano) 6. Cecchini. p. 43. Consultado el 18 de enero de 2024.
2. ↑  Vasari, Giorgio (1568). «Giotto». Le vite de’ piu eccellenti pittori, scultori, et architettori (en italiano). Florencia: Giunti. p. 130.
3. ↑  Vasari, Giorgio (1568). «Perino del Vaga». Le vite de’ piu eccellenti pittori, scultori, et architettori (en italiano). Florencia: Giunti. pp. 366-367.
4. ↑  Forcella, Vincenzo (1875). «Vaticano. 177». Iscrizioni delle chiese e d'altri edificii di Roma dal secolo XI fino ai giorni nostri (en italiano) 6. Cecchini. p. 69. Consultado el 18 de enero de 2024.